# Castrul roman Napoca
Vestigiile castrul roman Napoca sunt situate în perimetrul orașului Cluj-Napoca. 